# Parada (Bragança)
Parada de Infanções is een plaats (freguesia) in de Portugese gemeente Bragança en telt 604 inwoners (2001).